# St. Kilian (Vörden)

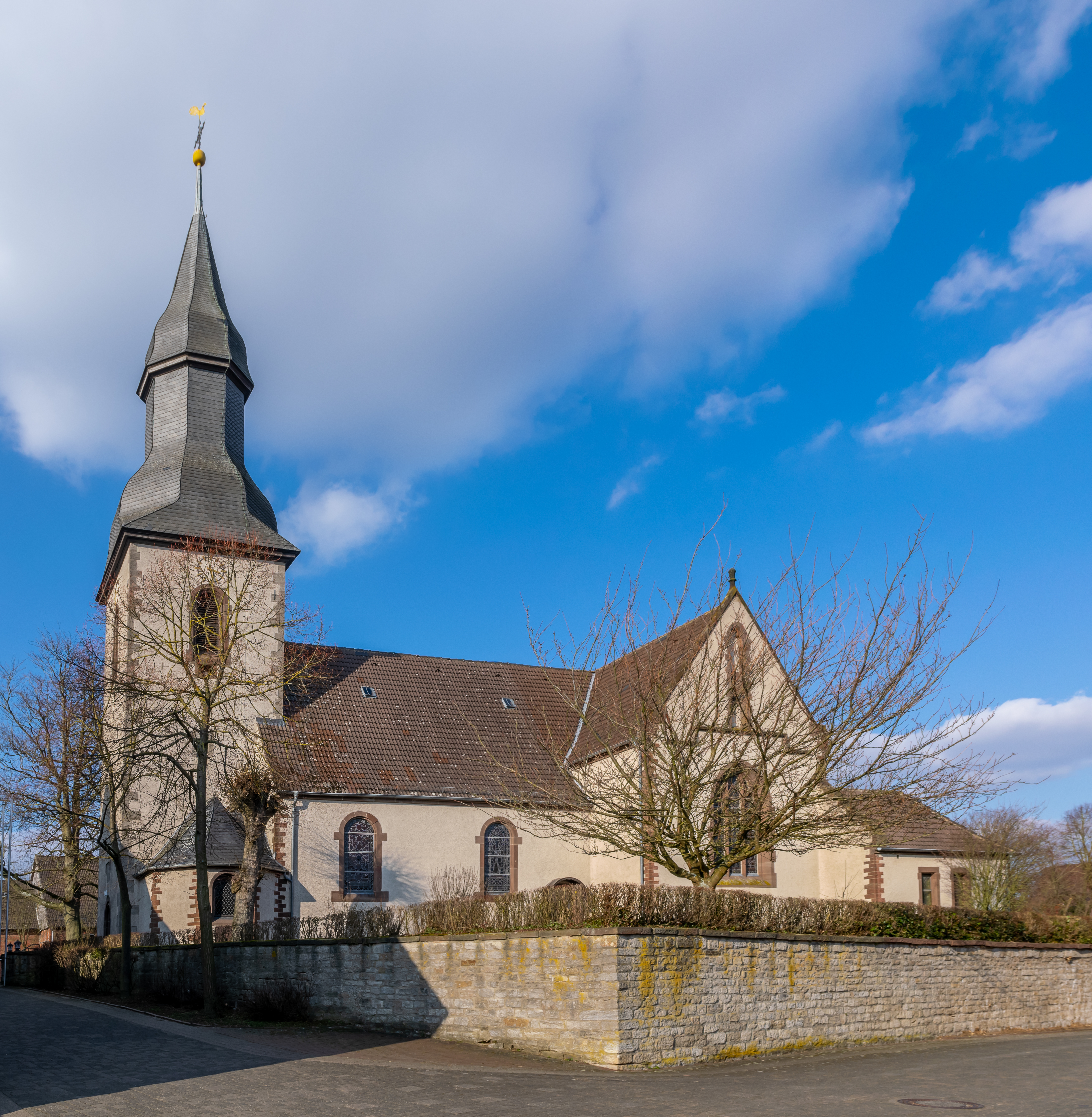
St. Kilian, Vörden

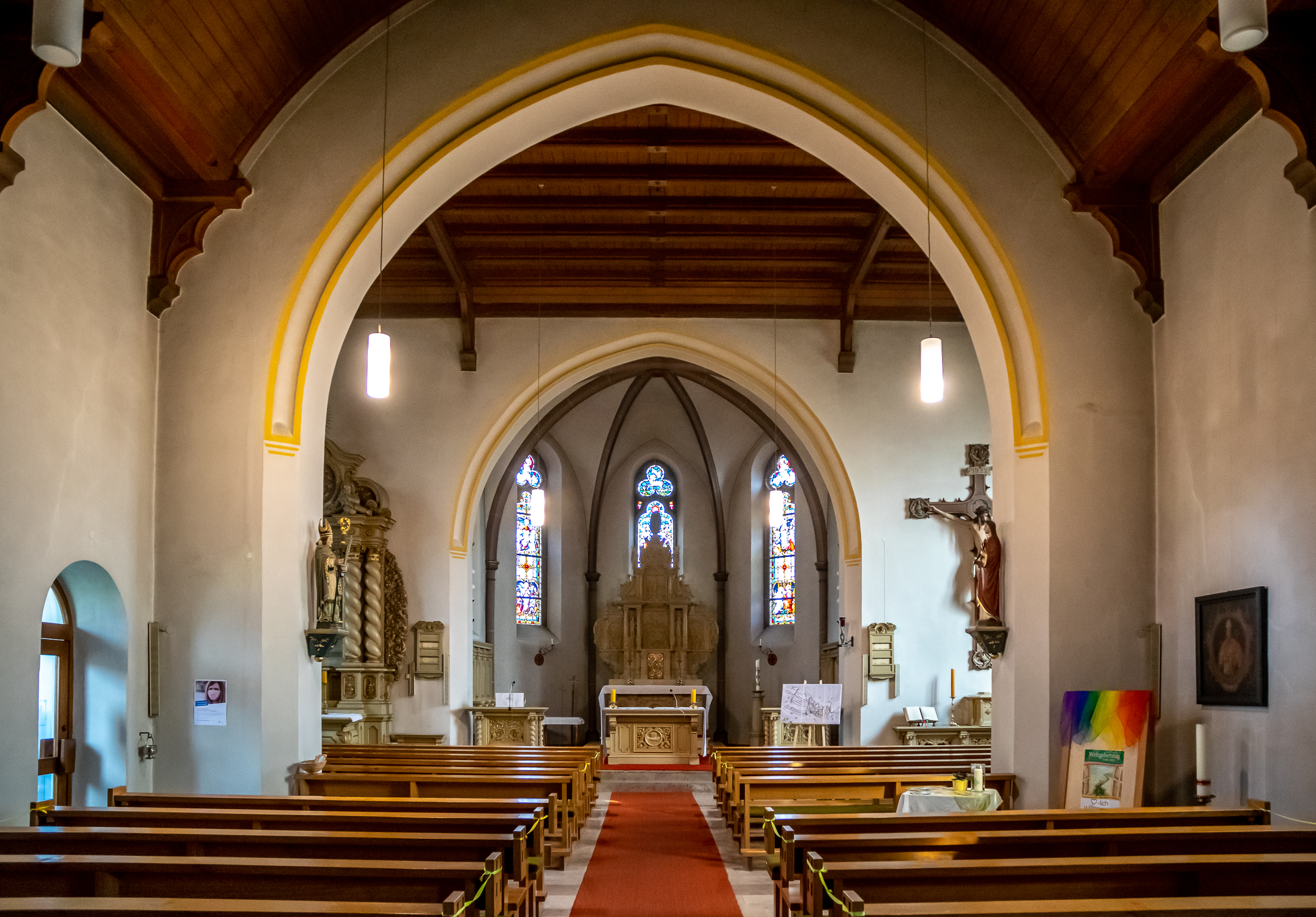
Inneres

Die katholische Pfarrkirche St. Kilian ist ein denkmalgeschütztes Kirchengebäude an der Marktstraße in Vörden, einem Ortsteil von Marienmünster im Kreis Höxter (Nordrhein-Westfalen).

## Geschichte und Architektur
Die Gemeinde wurde 1319 gegründet. Die kreuzförmige Saalkirche wurde von 1899 bis 1901, unter Einbeziehung des im Kern mittelalterlichen Westturms und den Resten des alten Langhauses, aus verputztem Bruchstein errichtet. Am Turm mit gestufter Haube finden sich eine Inschriftentafel von 1567 und die Ankerzahl 1738. In das Innere des Querhauses wurde eine Flachdecke eingezogen, im Langhaus ruhen hölzerne Spitztonnengewölbe und im Chor Rippengewölbe auf Diensten. Die Farbfenster wurden 1901 von Henning & Andres angefertigt.

## Ausstattung
- Der manieristische, qualitätvolle Epitaphaltar aus Baumberger Sandstein wurde 1612 von Ernst Gottschalk von Haxthausen gestiftet. Der architektonische Aufbau mit Säulengliederung und figurenreichen Reliefszenen aus der Passion, trägt als Bekrönung eine Madonnenfigur. Der Altar war ursprünglich farbig gefasst und vergoldet. Anton Mormann ergänzte ihn von 1901 bis 1902 und fügte die Apostelfürsten und die Bischöfe im Aufsatz hinzu. Eine umfassende Restaurierung wurde 2004 vorgenommen.
- Der Kiliansaltar trägt die Bezeichnungen 1924 und 1927
- Die Kreuzbalken des Triumphkreuzes enden als Vierpass. Der Gekreuzigte wurde zum Ende des 15. Jahrhunderts aus Weichholz geschnitzt und 1902 von Mormann ergänzt. Die Fassung ist eine Arbeit von Franz Anton Goldkuhle.
- Die achteckige Taufe aus Teutoburger Sandstein ist mit Evangelistenreliefs und Hermenpilastern geschmückt. Sie wurde zu Anfang des 17. Jahrhunderts geschaffen.
- Der Hl. Kilian aus Holz wurde um 1700 geschnitzt.